# Square Deal

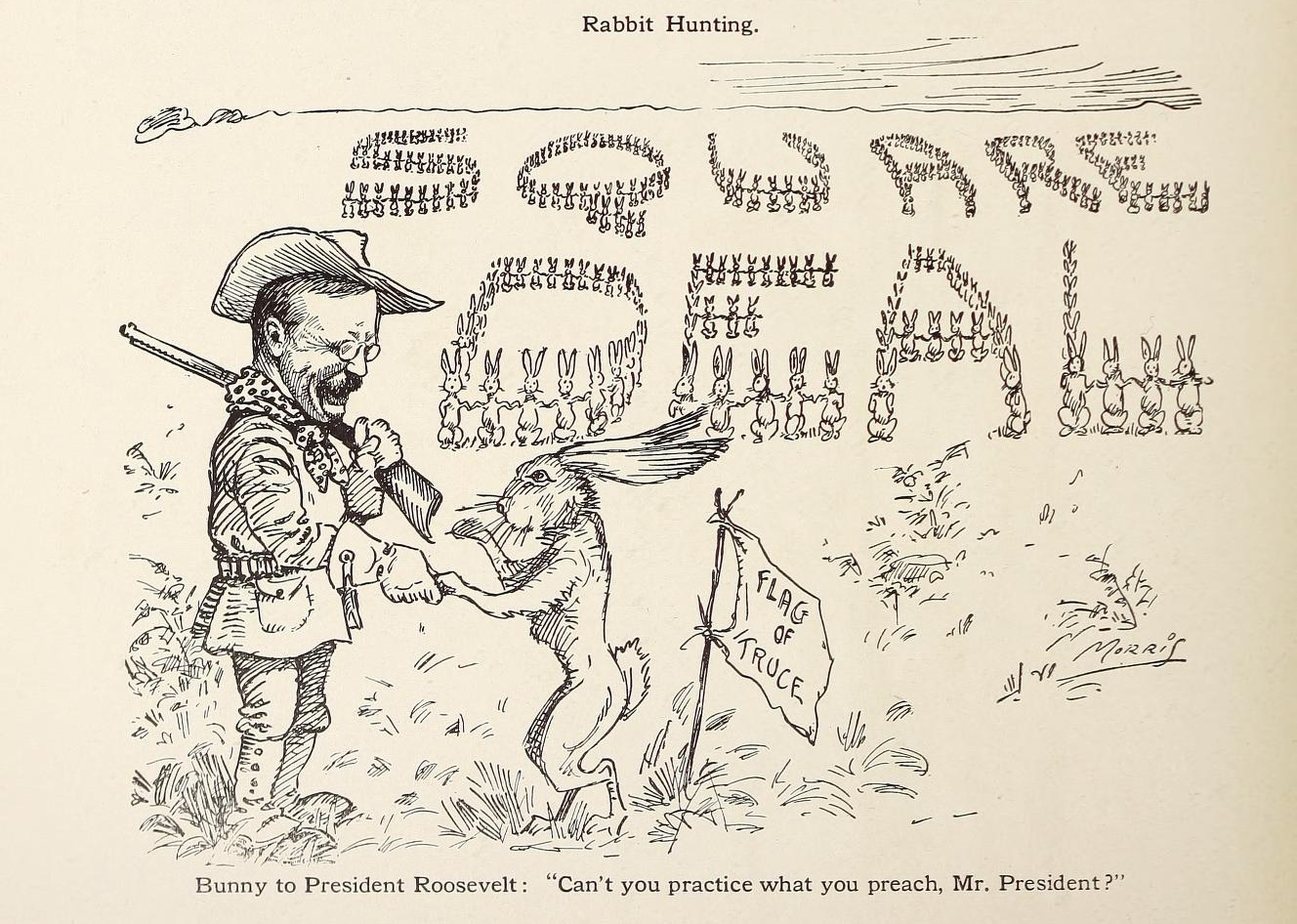
Caricatura editorial de William C. Morris.

El Square Deal (“Acuerdo Justo y Honesto”) fue un programa de Theodore Roosevelt, presidente de los Estados Unidos, dirigido a su política interna y basado en algunos principios de ayuda a la clase media mientras se suprimían las causas de descontento de la clase obrera (y se debilitaba así a los nacientes sindicatos). El Square Deal mantenía algunas ideas básicas: conservación de recursos naturales, control de las grandes empresas y protección del consumidor. 
El programa del presidente Theodore Roosevelt no implicaba una transformación radical de la economía estadounidense sino que apuntaba a objetivos muy específicos y localizados, pero que Roosevelt consideraba elementos de influencia decisiva sobre el bienestar de los habitantes de su país. Después de que Roosevelt fuese elegido presidente en 1904, empezó a implementar estas ideas, proponiendo normas de competencia y presionando para que eventualmente fueran aprobadas por la Cámara de Representantes y el Senado. 
Gracias a estas nuevas normas el gobierno federal auspició procesos judiciales contra casi 44 grandes empresas que vulneraban de un modo u otro las leyes de competencia, desde empresas alimentarias hasta ferrocarrileras. La influencia política de Roosevelt motivó que los tribunales, hasta entonces guiados por una jurisprudencia favorable a las empresas, debieran crear nueva jurisprudencia acorde a la legislación de competencia.
Otra parte del Square Deal fue la elaboración de normas de defensa del consumidor (ley de 1906) que reglamentaban la venta de carnes para consumidores minoristas, fijando parámetros de salubridad para empaquetar, cortar, conservar y vender productos cárnicos. También con el objetivo de preservar la salud de los consumidores, se emitieron normas que ordenaban la correcta designación y etiquetado de los medicamentos y los alimentos envasados.
En este periodo, Roosevelt también luchó por la conservación de tierras, salvaguardando millones de hectáreas de la explotación comercial.